# Kongo-Brazzaville i olympiska sommarspelen 2020
Kongo-Brazzaville deltog med en trupp på tre idrottare vid de olympiska sommarspelen 2020 i Tokyo som hölls mellan den 23 juli och 8 augusti 2021 efter att ha blivit framflyttad ett år på grund av coronaviruspandemin. Det var 13:e sommar-OS som Kongo-Brazzaville deltog vid. Ingen av landets deltagare erövrade någon medalj.

## Friidrott
Förkortningar
- Notera– Placeringar avser endast det specifika heatet.
- Q = Tog sig vidare till nästa omgång
- q = Tog sig vidare till nästa omgång som den snabbaste förloraren eller, i teknikgrenarna, genom placering utan att nå kvalgränsen
- i.u. = Omgången fanns inte i grenen
- Bye = Idrottaren behövde inte tävla i omgången

Gång- och löpgrenar
| Idrottare              | Gren            | Heat       | Heat      | Kvartsfinal | Kvartsfinal | Semifinal        | Semifinal        | Final            | Final            |
| Idrottare              | Gren            | Resultat   | Placering | Resultat    | Placering   | Resultat         | Placering        | Resultat         | Placering        |
| ---------------------- | --------------- | ---------- | --------- | ----------- | ----------- | ---------------- | ---------------- | ---------------- | ---------------- |
| Gilles Anthony Afoumba | Herrarnas 400 m | 46,03 0SB0 | 6         | i.u.        | i.u.        | Gick inte vidare | Gick inte vidare | Gick inte vidare | Gick inte vidare |
| Natacha Ngoye Akamabi  | Damernas 100 m  | 11,47 0SB0 | 1 Q       | 11,52       | 6           | Gick inte vidare | Gick inte vidare | Gick inte vidare | Gick inte vidare |

## Simning
| Idrottare       | Gren                 | Heat  | Heat      | Semifinal        | Semifinal        | Final            | Final            |
| Idrottare       | Gren                 | Tid   | Placering | Tid              | Placering        | Tid              | Placering        |
| --------------- | -------------------- | ----- | --------- | ---------------- | ---------------- | ---------------- | ---------------- |
| Bellore Sangala | Damernas 50 m frisim | 37,92 | 81        | Gick inte vidare | Gick inte vidare | Gick inte vidare | Gick inte vidare |